# Paolo Bonoli
Paolo Bonoli (Forlì, 1630 – Forlì, 1670) è stato uno storico e storiografo italiano.

## Biografia
È il principale narratore delle vicende della città di Forlì durante il suo tempo ed è una delle principali fonti per ricostruire storie cittadine in quel periodo. La sua opera più importante è La storia di Forlì dalle origini al 1661. Era di nobili origini e questo gli permise, fin da bambino, un'educazione letteraria attraverso cui si sviluppò la passione per la storia locale.
Fu quasi omonimo del concittadino Fra Girolamo Bonoli, anch'egli scrittore di cronache cittadine e autore di due opere sulla storia di Lugo e di Cotognola.
Venne sepolto nella chiesa di San Francesco, uno dei più grandi e potenti conventi della città andato distrutto dopo le invasioni napoleoniche.